# Ã
Ã er et portugisisk bogstav. Tilden over a'et angiver at bogstavet udtales nasalt.
Bogstavet Ã anvendes udover i portugisisk også i flere andre sprog, deriblandt i sprogene kasjubisk, guarani og vietnamesisk.
Ã anvendes også i det internationale fonetiske alfabet, hvor bogstavet betegner en nasal åben uafsluttet vokallyd, eksempelvis som i det franske ord Jean.
| Sprog | Spire Denne artikel om sprog er en spire som bør udbygges. Du er velkommen til at hjælpe Wikipedia ved at udvide den. |